# Duo Datz
Duo Datz ist der internationale Name des israelischen Gesangsduos Orna U-Moshe Datz. Das Duo, bestehend aus Orna und Moshe Datz war verheiratet und von 1986 bis 2006 aktiv.

## Karriere
Landesweit bekannt wurden sie mit ihrer Teilnahme an der israelischen Vorauswahl zum Eurovision Song Contest 1987, bei dem sie Platz 4 erreichten. Zu dieser Zeit erschien auch ihr Debütalbum. 1991 konnten sie den Sieg bei der Vorauswahl erreichen und durften ihr Land daher beim Eurovision Song Contest 1991 in Rom vertreten. Mit dem Popsong Kan kamen sie auf den dritten Platz. 1995 erschien das erste Album mit Kinderliedern unter dem Namen Tif & Taf, dem drei weitere Alben folgten. Das Paar ist selbst Eltern von zwei Kindern.
2006 gab das Paar seine Trennung bekannt.

## Diskografie

### Alben
- 1987: באותה המיטה
- 1989: בדרכי האהבה
- 1992: פעמון הזכוכית
- 1993: אריס - משל יווני
- 1996: אורנה ומשה דץ השישי
- 1999: אורנה ומשה דץ/הגבר הראשון

### Alben (Kinderlieder)
- 1995: בא לי מסיבה לי עם דץ ודצה
- 1997: טיף וטף לטף
- 1998: 2 טיף וטף
- 2000: בארץ הדמיון עם טיף וטף

### Kompilationen
- 1994: האוסף וכל מה שקדם

### Singles (Auswahl)
- 1987: שיר למענך
- 1991: Kan
- 1994: Anshei Hageshem
- 1994: Kol Ma Shekadam (Original: Tarkan – Şıkıdım)